# Derek Tran

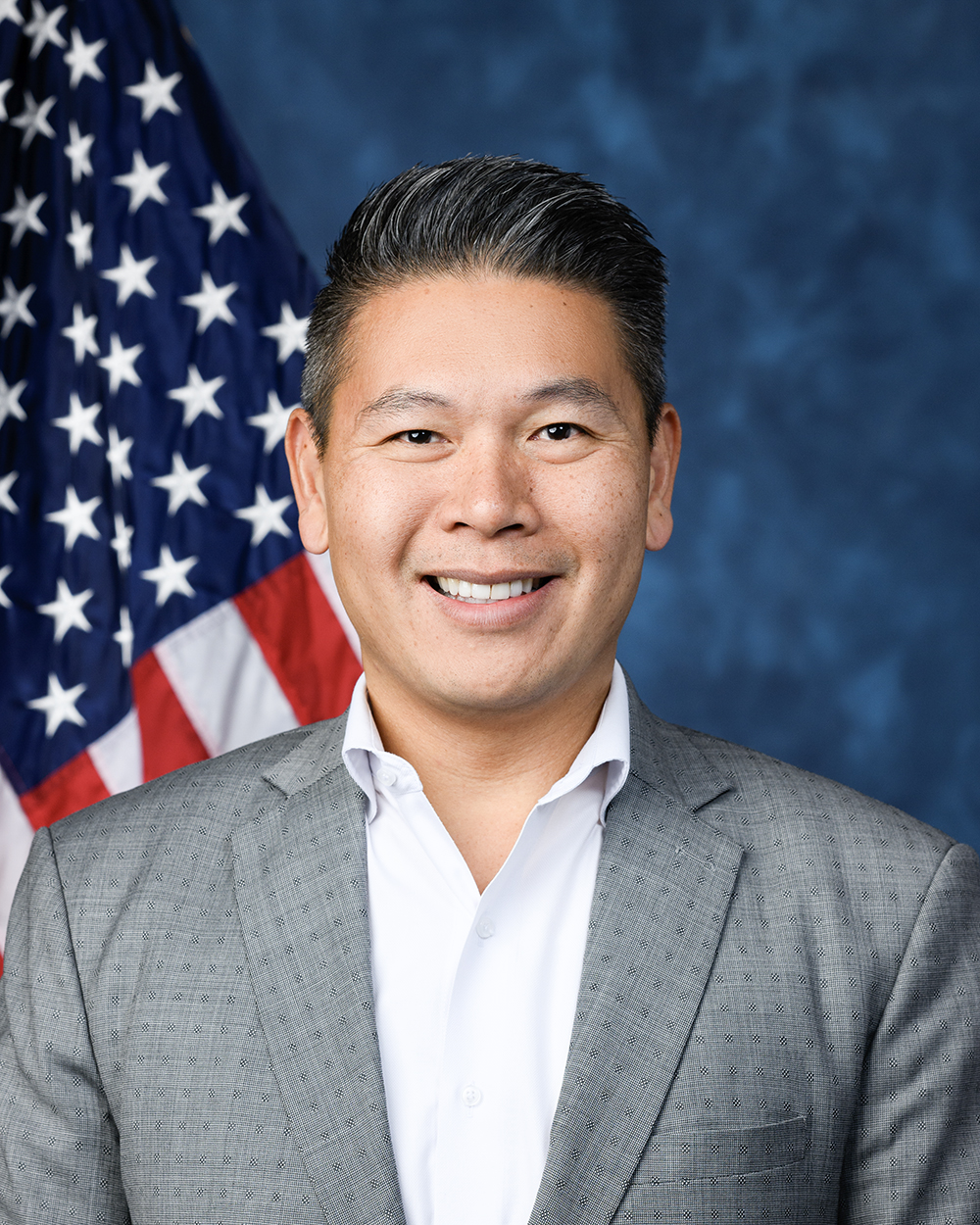
Derek Tran

Derek Tran (* 22. Dezember 1980 im Los Angeles County, Kalifornien) ist ein US-amerikanischer Rechtsanwalt und Politiker der Demokraten. Er wurde 2024 im 45. Kongresswahlbezirk Kaliforniens in das Repräsentantenhaus der Vereinigten Staaten gewählt, um Teile des Orange County in Kalifornien im Kongress zu vertreten.

## Leben
Derek Tran wurde als Sohn von Flüchtlingen aus Vietnam geboren. Er wuchs im San Gabriel Valley auf und diente in der United States Army. 2003 erhielt er einen Bachelor of Science von der Bentley University, 2013 den Juris Doctor vom Glendale University College of Law.
Derek Tran ist seit 2014 als Rechtsanwalt tätig und eröffnete 2020 seine eigene auf Arbeitnehmer- und Verbraucherschutz spezialisierte Anwaltskanzlei in Huntington Beach.
Er ist verheiratet und Vater von drei Kindern. 2012 zog er mit seiner Ehefrau in das Orange County, das Ehepaar betreibt dort eine Apotheke und Tran diente als Kommissar für Verkehr in der Stadt Orange.

## Politik
Bei den Wahlen zum Repräsentantenhaus der Vereinigten Staaten 2024 bewarb Derek Tran sich erstmals auf ein gewähltes Amt.
In der Vorwahl qualifizierte sich Tran für die Stichwahl im November 2024 mit 15,9 Prozent der Stimmen, hinter der Amtsinhaberin Michelle Steel von den Republikanern (54,9 %). Er konzentrierte sich in seinem Wahlkampf in dem 45. Wahlbezirk, der zu etwa 40 Prozent von asiatischen Amerikaner bewohnt wird, auf die Themen Schwangerschaftsabbruch und Medikamentenpreise. Beide Wahlkampagnen konzentrierten sich auf das als Little Saigon bekannte Gebiet zwischen Westminster und Garden Grove. Steel stellte sich als antikommunistische Tochter von Flüchtlingen aus Nordkorea dar, während die Wahlschilder Trans die Fahne Südvietnams widerspiegelten. In der Hauptwahl im November 2024 setzte Derek Tran sich knapp mit 50,1 Prozent der Stimmen gegen die Amtsinhaberin Steel durch. Damit ist er der erste vietnamesischstämmige Amerikaner, der den Wahlbezirk mit der größten Zahl von aus Vietnam stammenden Personen verity und nach Joseph Cao und Stephanie Murphy, der dritte in den Kongress der Vereinigten Staaten gewählte vietnamesischdtämmige Amerikaner.